# Schwarzburg-Rudolstadt
Schwarzburg-Rudolstadt foi um pequeno estado na Alemanha, atualmente incorporado ao estado da Turíngia. Tinha como capital a cidade de Rudolstadt.

## Historia
Schwarzburg-Rudolstadt foi estabelecido em 1599 no decurso de um reassentamento das terras da dinastia Schwarzburg. Desde o século XI, a sede ancestral da família comital tinha sido no Castelo de Schwarzburg, embora depois de 1340, durante a maior parte de sua existência como um governo teve a capital na cidade maior de Rudolstadt. Em 1583, o conde Günther XLI de Schwarzburg, o filho mais velho de Günther XL, o Rico e governante das terras unidas de Schwarzburg, morreu sem problemas. Ele foi sucedido por seus irmãos mais novos, pelo que Albert VII recebeu o território ao redor de Rudolstadt. Depois que seu irmão Conde William de Schwarzburg-Frankenhausen morreu em 1597, os irmãos sobreviventes Albert VII e John Günther I estabeleceram os dois condados de Schwarzburg-Rudolstadt e Schwarzburg-Sondershausen pelo Tratado de Stadtilm de 1599.
Os descendentes de Albert governaram como condes soberanos do Sacro Império Romano. O conde Albert Anton (1662-1710) foi elevado à categoria de príncipe pelo imperador Leopoldo I de Habsburgo, mas foi seu filho Luís Frederico I (1710-1718) quem primeiro recebeu o título de príncipe, pelo qual Schwarzburg-Rudolstadt em 1711 se tornou um principado sob a mesma entidade. Resistiu à mediação e após a dissolução do Império juntou-se à Confederação do Reno em 1807 e à Confederação Alemã em 1815.
Em 1905, Schwarzburg-Rudolstadt tinha uma área de 940 km2 e uma população de 97.000.

Em 23 de novembro de 1918, durante a Revolução Alemã de 1918-1919 e a queda de todas as monarquias alemãs, o Príncipe Günther Victor foi o último a abdicar. O antigo principado tornou-se um "Estado Livre" em 1919 e juntou-se à República de Weimar como estado constituinte. Em 1920, juntou-se a outros pequenos estados da região para formar o novo estado da Turíngia.